# Bianka Buša
Bianka Buša, född 25 juli 1994 i Vrbas, är en serbisk volleybollspelare (vänsterspiker). Hon har med landslaget vunnit silver vid OS 2016 i Rio de Janeiro. och guld vid VM 2018 och 2022.
På klubbnivå har hon spelat för Poštar 064 Belgrad, ŽOK Vizura, Obiettivo Risarcimento Vicenza, CSM Târgoviște, Promoball Volleyball Flero, Chemik Police, Volei Alba-Blaj, Fenerbahçe SK och VK Lokomotiv Kaliningrad. Hennes bror Boris Buša spelar också volleyboll på elitnivå.